# 구보 다쓰히코
구보 다쓰히코(일본어: 久保 竜彦, 1976년 6월 18일 ~ )는 일본의 은퇴한 축구 선수이다.

## 구단 경력
1995년 J1리그의 산프레체 히로시마에 입단했다. 2002년까지 183경기에 출전하여, 67득점을 넣었다. 2003년 요코하마 F. 마리노스로 이적했다. 2003년과 2004년 2번의 J1리그 우승을 차지했다. 2007년 요코하마 FC로 이적했다. 2008년 산프레체 히로시마로 복귀했다. 2010년부터 2011년까지 일본 풋볼 리그의 츠바이겐 가나자와에서 뛰었다.

## 국가대표팀 경력
그는 1998년 10월 28일 이집트과의 경기에서 일본 국가대표팀에 데뷔했다. 2000년 AFC 아시안컵, 2001년 FIFA 컨페더레이션스컵, 2003년 동아시아 축구 선수권 대회에 출전, 2000년 아시안컵 우승에 기여했다. 그는 2006년까지 국제 A매치 통산 32경기에 출전, 11득점을 넣었다.

## 통계
| 일본 | 일본 | 일본 |
| 연도 | 출전 | 득점 |
| ---- | ---- | ---- |
| 1998 | 1    | 0    |
| 1999 | 1    | 0    |
| 2000 | 5    | 0    |
| 2001 | 2    | 0    |
| 2002 | 5    | 0    |
| 2003 | 3    | 2    |
| 2004 | 9    | 6    |
| 2005 | 0    | 0    |
| 2006 | 6    | 3    |
| 통산 | 32   | 11   |